# 살레 (페스카라현)
살레(이탈리아어: Salle)는 이탈리아 아브루초주 페스카라도에 위치한 코무네다. 오래 전부터 바이올린 줄을 만드는 곳으로 알려져 있다.